# Gordon Marsh
Gordon Marsh född 5 december 1929 i Sunderland, Storbritannien,  död 13 januari 2025 i Klippan, var en engelsk-svensk koreograf, regissör och dansare. Han bodde i Bonnarp, Ljungbyhed, i Klippans kommun med sin fru, Anna Elisabeth Assarsson Marsh.

## Biografi
Som sjuttonåring emigrerade Gordon Marsh till Kanada, där han bland annat jobbade som timmerflottare, rallare och pappersarbetare tills han en dag blev sufflör hos en teatergrupp. Huvudrollsinnehavaren hoppade av ensemblen en vecka innan premiären och Marsh i egenskap av sufflör kunde rollen och fick överta den. Vid tjugotvå års ålder började han studera dans vid Banff School of Fine Arts i Banff, Alberta i västra Kanada. 1958 debuterade han på Broadway i Oh Captain!. Så småningom återvände han till Storbritannien innan han på 1960-talet flyttade till Sverige, där han sedan dess har arbetat med tv och teater.
1997-1998 satte han upp musikalen Grease på Slagthuset i Malmö. Produktionen spelade för fulla hus från september till april. 2002-2003 gjorde han uppsättningen Joseph and the Amazing Technicolor Dreamcoat på Slagthuset, där Måns Zelmerlöw gjorde debut i en professionell uppsättning. Även denna musikal blev en framgång, vilket han också fick 2003 Teaterchefernas pris vid Guldmasken-galan. Våren 2009 satte han upp musikalen Joseph and the Amazing Technicolor Dreamcoat på Kompetenshuset i Klippan. I musikalen medverkade elever från Klippans Gymnasieskola.
Han har varit gift två gånger. Med första hustrun Karin fick han tre barn. Sedan 1976 var han gift med skådespelaren Elisabeth Assarson, med vilken han har två barn.

## Filmografi

### Regi
- 2000 - Vita hästen (TV)

### Koreografi
- 1962 - Kaskad
- 1964 – Svenska bilder
- 1964 - Drömpojken

## Teater

### Roller
| År   | Regi                                   | Produktion                                                       | Regi        | Teater                  |
| ---- | -------------------------------------- | ---------------------------------------------------------------- | ----------- | ----------------------- |
| 1958 | Engelsman Hamnarbetare Turist Parisare | Oh Captain! Al Morgan, José Ferrer, Jay Livingston och Ray Evans | José Ferrer | Alvin Theatre, New York |

### Regi
| År   | Produktion                                            | Upphovsmän                                                                       | Teater                   |
| ---- | ----------------------------------------------------- | -------------------------------------------------------------------------------- | ------------------------ |
| 1980 | I nöd och lust I Do! I Do!                            | Harvey Schmidt och Tom Jones                                                     | Helsingborgs stadsteater |
| 1990 | Vår fantastiska pappa Le voyage de Monsieur Perrichon | Eugène Labiche                                                                   | Helsingborgs stadsteater |
| 1993 | Pippi Långstrump                                      | Astrid Lindgren                                                                  | Nöjesteatern, Malmö      |
| 1996 | West Side Story                                       | Leonard Bernstein, Arthur Laurents och Stephen Sondheim Översättning Jan Richter | Slagthuset               |
| 1997 | Grease                                                | Jim Jacobs och Warren Casey                                                      | Slagthuset               |
| 2002 | Joseph and the Amazing Technicolor Dreamcoat          | Andrew Lloyd Webber och Tim Rice                                                 | Slagthuset               |
| 2009 | Joseph and the Amazing Technicolor Dreamcoat          | Andrew Lloyd Webber och Tim Rice                                                 | Kompetenshuset i Klippan |

### Koreografi
| År   | Produktion                                            | Upphovsmän                                                   | Regi            | Teater                   |
| ---- | ----------------------------------------------------- | ------------------------------------------------------------ | --------------- | ------------------------ |
| 1962 | Änglar på Broadway Guys and Dolls                     | Frank Loesser, Joe Swerling och Abe Burrows                  | Ralf Långbacka  | Åbo Svenska Teater       |
| 1974 | Hej på dig, du gamla primadonna Karl Gerhard-kavalkad |                                                              | Per Gerhard     | Vasateatern              |
| 1976 | Hem till stan, revy                                   | Kar de Mumma                                                 | Hans Dahlin     | Folkan                   |
| 1977 | Charleys tant Charley's Aunt                          | Brandon Thomas Översättning Per Gerhard                      | Per Gerhard     | Vasateatern              |
| 1980 | I nöd och lust I Do! I Do!                            | Tom Jones och Harvey Schmidt Översättning Benedict Zilliacus | Gordon Marsh    | Helsingborgs stadsteater |
| 1980 | I vackra drömmars land                                | Lars Björkman                                                | Claes Sylwander | Helsingborgs stadsteater |
| 1984 | Gamle Adam Der wahre Jacob                            | Franz Arnold och Ernst Bach                                  | Per Gerhard     | Vasateatern              |
| 1987 | Tystnad Tagning! הפלשתינאית, Ha-Palestinait           | Joshua Sobol Översättning Freddie Rokem                      | Gunilla Berg    | Helsingborgs stadsteater |
| 1987 | Flugorna Les Mouches                                  | Jean-Paul Sartre Översättning Eyvind Johnson                 | Anita Blom      | Helsingborgs stadsteater |
| 1990 | Vår fantastiska pappa Le voyage de Monsieur Perrichon | Eugène Labiche                                               | Gordon Marsh    | Helsingborgs stadsteater |
| 1993 | Pippi Långstrump                                      | Astrid Lindgren                                              |                 | Nöjesteatern, Malmö      |
| 1995 | Husan också                                           | Åke Cato och Mikael Neumann                                  | Hans Bergström  | Fredriksdalsteatern      |
| 1997 | Grease                                                | Jim Jacobs och Warren Casey                                  |                 | Slagthuset               |
| 2002 | Joseph and the Amazing Technicolor Dreamcoat          | Andrew Lloyd Webber och Tim Rice                             |                 | Slagthuset               |
| 2009 | Joseph and the Amazing Technicolor Dreamcoat          | Andrew Lloyd Webber och Tim Rice                             |                 | Kompetenshuset i Klippan |